# Philipp Lenard
Philipp Eduard Anton von Lenard (maďarsky Lénárd Fülöp Eduárd Antal; 7. června 1862 Bratislava – 20. května 1947 Messelhausen) byl německý fyzik narozený na Slovensku. Za výzkum v oblasti katodových paprsků získal v roce 1905 Nobelovu cenu za fyziku. Byl aktivním nacistou a vášnivým antisemitou. Známé je jeho odmítnutí prací Alberta Einsteina jako „židovské fyziky“. Měl rozhodující podíl na rozvoji tzv. árijské fyziky za Třetí říše.

## Život
Narodil se v Pressburgu (dnešní Bratislavě) do rodiny karpatských Němců, která na Slovensko přišla v 17. století. Otec byl obchodník s vínem. V Bratislavě prožil Lenard osmnáct let (chodil zde do církevní školy při katedrále Sv. Martina a na reálné gymnázium, na ulici dnes nazvané Grösslingová). Když mu byly tři, zemřela mu matka. Starala se o něj pak jeho teta, matčina sestra. Odmaturoval roku 1880. Odešel pak do Vídně studovat vysokou školu technickou a posléze na Budapešťskou univerzitu. Ještě zde se stále orientoval na chemické problémy spojené s vínem, takže chtěl patrně převzít otcův obchod. Vše však změnil jeho pobyt na univerzitě v Berlíně, kde ho ovlivnil Hermann von Helmholtz, a na univerzitě v Heidelbergu, kde na něj podobný vliv měl Robert Wilhelm Bunsen.
Doktorát získal roku 1886 v Heidelbergu. Poté pracoval jako demonstrátor u Loránda Eötvöse v Budapešti, pak na univerzitě ve Vratislavi, v letech 1891–1894 byl asistentem Heinricha Rudolfa Hertze na univerzitě v Bonnu. Roku 1895 krátce učil v Cáchách. V letech 1896–1898 byl znovu v Heidelbergu, v roce 1898 založil nový fyzikální ústav v Kielu, kde působil až do roku 1907. Krátce žil také v Anglii, ale osvojil si tam jen nevraživost vůči Angličanům (tu ovšem s oblibou choval i k jiným národům).
Poté Philipp Lenard opět vyučoval v Heidelbergu, kde byl jeho žákem a později asistentem Rudolf Tomaschek, který také sdílel jeho antisemitské postoje. V roce 1931 se stal v Heidelbergu profesorem. Vzhledem ke svému nacistickému angažmá (viz níže) si v roce 1945 Spojenci vynutili jeho odchod z univerzity. Zemřel dva roky poté, ve věku 85 let, v ústraní v Messelhausenu.
Jeho jméno nese měsíční kráter Lenard.

## Dílo
V Kielu, okolo roku 1898, navázal na práce Williama Crookese věnované katodovým paprskům. Jako první tyto paprsky vyvedl ven z výbojových trubic (za pomoci tzv. Lenardova okénka, které bylo z hliníku). Vyslovil teorii, že katodové záření je tvořeno částicemi menšími než molekuly (elektron ještě nebyl definován), které se pohybují třetinou rychlosti světla (to byl ovšem špatný odhad). Při experimentech s nárazy těchto elektronů na kov patrně objevil rentgenové záření. Když pak Wilhelm Conrad Röntgen ohlásil objev paprsků X a navíc za něj jako jediný získal Nobelovu cenu (ač se hovořilo i o možnosti Lenardova spoludržitelství), cítil hořkost a křivdu, která znásobila jeho nenávist vůči Angličanům. Když pak získal roku 1905 Nobelovu cenu také, za výše uvedenou práci o katodových paprscích, šlo možná ze strany Nobelova výboru i o jakousi kompenzaci.
Objevil též tzv. Lenardův jev. Při něm se vzduch ionizuje ultrafialovým zářením a stává se elektricky vodivým.

## Boj s Einsteinem a nacismus
Jeho novou oblastí zájmu se kolem roku 1910 stal fotoelektrický jev. Tím ale začalo jeho potýkání s Einsteinem, který se fotoelektrickému jevu začal brzy rovněž věnovat. Lenard žádal vysvětlení na základě klasické newtonovské fyziky, v jejíž dostačivost nikdy nepřestal věřit. Einstein ovšem již mířil jinam, takříkajíc „za Newtona“. Rozpor se vyhrotil u teorie relativity. Proti ní začal Lenard tvrdě agitovat. Děsilo ho, že Einstein pracuje čistě matematicky a neověřuje svou teorii experimenty. Navíc Lenard začal více a více vtahovat do sporu politiku a rasové teorie. Volil i politické prostředky – tištění letáků, tiskové kampaně. V roce 1921 ho rozzuřilo, když Einstein získal Nobelovu cenu, navíc za „jeho“ fotoelektrický jev. Jistým mezníkem byl patrně také rok 1922, kdy Lenardovi zemřel syn Werner. Někteří životopisci to považují za mezník, po němž se jeho nenávist vystupňovala. Dalším mezníkem byl rok 1924, kdy Lenarda v jeho bytě navštívil Adolf Hitler se svým sekretářem Rudolfem Hessem. Lenard byl z Hitlera nadšený. Vstoupil ihned do nacistické strany (tedy v jejích úplných počátcích) a začal získávat přes politiku vliv. Když musel Einstein po uchopení moci nacisty v roce 1933 z Německa odejít, napsal vítězoslavný článek se známou větou „Relativistický Žid, kterého matematicky slátaná teorie se rozpadá na kousky, opustil Německo“. Krom „fyziky židovské“ a „židovského podvodu jménem relativita“ také bojoval proti „fyzice anglické“. Ve skutečnosti však Lenard odmítal celou fyziku moderní – v roce nacistického triumfu, roku 1933, vydal knihu Velcí muži ve vědě a je zcela signifikantní, že do ní nezahrnul jediné jméno z 20. století. V nacistické éře byl Lenard hlavním esem tzv. árijské fyziky. Ta jednoznačně odmítala relativitu, složitější vztah měla ke kvantové teorii, jejímž hlavním představitelem byl Němec Werner Heisenberg, a tak se nestala takovým terčem. „Očištěnou“ fyziku představil Lenard v letech 1936–37 ve čtyřdílné knize Deutsche Physik.